# Attatha superba
Attatha superba är en fjärilsart som beskrevs av Antonius Johannes Theodorus Janse 1917. Attatha superba ingår i släktet Attatha och familjen nattflyn. Inga underarter finns listade i Catalogue of Life.